# 林肯維爾 (堪薩斯州)
林肯維爾（英語：Lincolnville）是一個位於美國堪薩斯州馬里昂縣的城市。

## 地方資料
根據2020年美國人口普查的數據，林肯維爾的面積為0.58平方千米，當中陸地面積為0.58平方千米，而水域面積為0.00平方千米。當地共有人口168人，而人口密度為每平方千米289.66人。